# Gyula Grosz

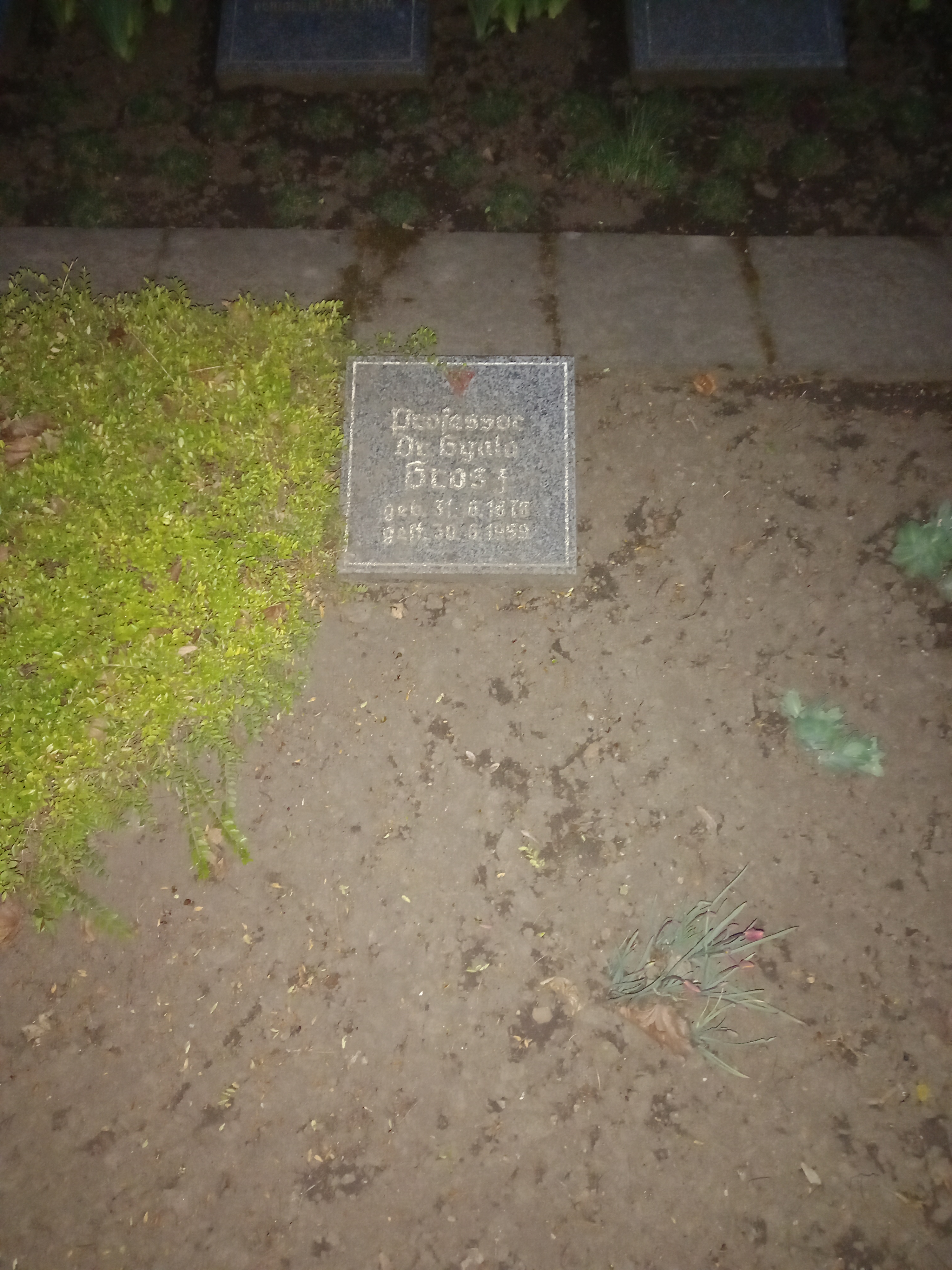
Das Grab von Gyula Grosz auf dem Westfriedhof (Magdeburg)

Gyula Grosz (* 31. Oktober 1878 in Magdeburg; † 30. Juni 1959 ebenda) war ein deutscher Arzt.

## Leben
Sein Vater Samuel Grosz (gestorben im September 1893 in Magdeburg) war ein Kaufmann jüdischen Glaubens und engagiertes Mitglied des Allgemeinen Deutschen Arbeitervereins und der SPD, der 1848 nach der Ermordung seines Vaters aus Ungarn emigrieren musste. Gyula Grosz besuchte zunächst das Domgymnasium Magdeburg, nach einem Intermezzo bis 1893 am Kasimir-Gymnasium in Coburg legte er 1899 am Domgymnasium Magdeburg die Reifeprüfung ab. Nach seinem Studium in Berlin mit Zwischensemestern in Halle (Saale), Breslau und München begann er 1904 sein Staatsexamen in München. Am 30. September 1906 erlangte er die Approbation als Arzt. 1907 promovierte Grosz in Halle und praktizierte 1908 bis 1938 als Praktischer Arzt in Magdeburg. Seine Praxis befand sich in der Magdeburger Altstadt im Breiten Weg 116, die Wohnung in der Bötticherstraße 45 in der Alten Neustadt. Er bildete sich zum Facharzt für Röntgenologie und Strahlenheilkunde weiter. Seine entsprechend spezialisierte Praxis befand sich in der Kantstraße 12, die Wohnung in der Walter-Rathenau-Straße 45. 1931 erhielt er die Zulassung zur Röntgentherapie. Zunächst österreichisch-ungarischer Staatsbürger, erhielt Grosz am 4. April 1910 vom Königlich Preußischen Regierungspräsidenten zu Magdeburg die Deutsche Staatsbürgerschaft.
1918 trat Grosz der DDP bei, wurde aber schon 1919 aus dieser Partei ausgeschlossen. Daraufhin schloss er sich der SPD an. Er unterstützte die Tätigkeit des Arbeiter-Samariter-Bundes. 1919 bis 1933 bildete er in wöchentlichen Kursen für den ASB Sanitäter aus, daneben wirkte er viele Jahre für die SPD als Rentengutachter.
Nach der Machtübernahme der Nationalsozialisten 1933 wurde ihm aufgrund seiner jüdischen Herkunft 1938 die Approbation und der akademische Grad aberkannt. Grosz war dann vom 1. Mai 1939 bis 31. August 1941 Leiter der Röntgenabteilung des Rothschildschen Hospitals in Frankfurt am Main. Nach der Auflösung des Hospitals kehrte er nach Magdeburg zurück. Er war hier als jüdischer „Krankenbehandler“ in „Mischehe“ tätig und half vom nationalsozialistischen Regime Verfolgten.
Nach dem Ende der nationalsozialistischen Gewaltherrschaft erneuerte er seine Mitgliedschaft in der SPD und war somit nach der Zwangsvereinigung von SPD und KPD Mitglied der SED. Beruflich war er zunächst am Strahleninstitut der AOK Magdeburg tätig. Ab 1. Mai 1949 war er Professor mit Lehrauftrag an der Universität Halle.
1950 wurde er „Verdienter Arzt des Volkes“.
Die Stadt Magdeburg benannte ihm zu Ehren im Neubauviertel Neustädter See eine Straße (Dr.-Grosz-Straße).

## Familie
Grosz ist der Schwiegervater des US-amerikanischen Psychoanalytikers Martin Grotjahn und Urgroßvater des US-amerikanischen Künstlers Mark Grotjahn.

## Schriften
- Röntgenologie als Spezialfach. In: Wiener medizinische Wochenschrift 100, 1959, 261.